# Isabelle Dhordain
 (décembre 2016).
Si vous disposez d'ouvrages ou d'articles de référence ou si vous connaissez des sites web de qualité traitant du thème abordé ici, merci de compléter l'article en donnant les références utiles à sa vérifiabilité et en les liant à la section « Notes et références ».
Isabelle Dhordain, née le 11 mai 1959 à Paris 17e et morte le 20 février 2021, à Paris 19e, est une journaliste et critique musicale française. 

## Biographie
Isabelle Dhordain est la fille de Roland Dhordain, créateur de l'ORTF et de France Inter, et d'Édith Lansac (d), comédienne et productrice à France Culture.
Passionnée de musique dès son plus jeune âge, Isabelle Dhordain écoute déjà tout ce qu’il y a à la maison : le Modern Jazz Quartet, Chopin, Barbara, Brassens, Mouloudji, Dave Brubeck, Beethoven. Sa mère possédait une belle collection d'albums très variés. Elle dit avoir acheté en vrac à l’âge de 14 ans Led Zep, Deep Purple et plus tard Souchon. Isabelle Dhordain fait ses débuts dans les radios libres en 1982, à radio Mont Blanc en tant qu'animatrice du 6 h – 9 h et programmatrice, et dirige Radio Var Côte d'Azur à Saint-Raphaël (Var) en janvier 1985. Elle rejoint Radio France en septembre 1985 et devient reporter-journaliste et présentatrice de diverses émissions d'informations au sein de France Inter. 
En 1988, elle crée une émission consacrée à la vie musicale en France, mélangeant les genres, et proposant de découvrir des artistes qui jouent et chantent en vrai direct et en public. Cette émission, Le Pont des artistes (d), est présente sur la grille de France Inter tous les samedis soirs à 20 h, créneau qu'elle occupera jusqu'en 2013. Émission unique dans le paysage audiovisuel, elle a accueilli plus de 3 000 artistes en 25 ans et leur a permis de se rencontrer, de dialoguer, et d'échanger leurs points de vue sur la création musicale en France. De nombreux artistes ont fait leurs débuts sur cette passerelle musicale, tels que Juliette, Angélique Kidjo, Paris Combo, Anis, Clarika ou Vincent Delerm.  
En 1987, Isabelle Dhordain est chef d'antenne de Radio Nostalgie Paris. De 1990 à 2006, elle est chef d'antenne à FIP, station musicale de Radio France. Isabelle Dhordain est, par ailleurs, en 1992, formatrice au Studio des variétés (SACEM, ministère de la culture). 
En 2006, elle participe à un documentaire de 52 minutes sur le chanteur Alexandre Varlet réalisé par Franck Morand (La Bohème Films) paru en novembre 2006. 
À la question de Jean-Marc Grosdemouge : « Quelle est la place de la musique dans votre vie ? », en juin 2007, elle répond : « La musique prend un certain nombre de mètres carrés chez moi ! Une très grande place dans mon cerveau, mais ne me prend jamais la tête. La musique est essentielle à ma vie, comme manger, dormir... » 
De janvier 2016 à décembre 2019, elle reprend son émission Le Pont des artistes (d) au club de jazz « Le Triton » aux Lilas, près de Paris. L'émission, en public, est diffusée en direct sur la chaîne tv web « Tritonline », et à partir d'octobre 2017 à la télévision sur ViàGrandParis (TNT et câble).

## Autres médias

### Télévision
En 1991, elle réalise pour le CFRT avec Jean-Bernard Ganne (d) des entretiens sur la vie artistique en Corse (Petru Guelfucci, le groupe polyphonique A Filetta) diffusés par Antenne 2.

### Presse écrite
De 2001 à 2004 Isabelle Dhordain signe des chroniques disques et portraits d’artistes pour la revue hebdomadaire Le Panorama du médecin (groupe Baillière).

## Décorations
- Chevalière de l'ordre des Arts et des Lettres (janvier 2011)
- Chevalière de l'ordre national du Mérite (novembre 2016)